# Oskar Wiedenhofer
Oskar Wiedenhofer (* 19. Dezember 1889 in Bozen; † 7. September 1987 in Seis am Schlern) war ein österreichischer Maler.

## Leben
Wiedenhofer studierte an der Münchner Kunstgewerbeschule, danach an der dortigen Akademie, seine Lehrer waren u. a. Franz von Stuck und Franz von Lenbach. Studienreisen führten ihn nach Italien und England. Er lebte zeitweilig in Wien, Linz und verschiedenen deutschen Städten.
Während des Ersten Weltkrieges wurde Wiedenhofer als frontdienstuntauglich eingestuft und als Kriegsmaler der Kunstgruppe des k.u.k. Kriegspressequartiers zugeteilt. Er arbeitete zunächst vor allem an Porträts der kaiserlichen Familie, ging dann an die Tiroler Front und im Mai 1918 nach Dalmatien und Serbien. Gegen Kriegsende befand sich Wiedenhofer bei der Heeresgruppe des Generalobersten Svetozar Boroëvić von Bojna am Piave.
Auf der „Großen Deutschen Kunstausstellung“ von 1942 in München wurde Wiedenhofers idealisiertes Bild Bauer in Seiser Tracht ausgestellt.

## Werke (Auswahl)
- Feldpilot Oberst Hans Ritter Umlauff von Frankwell, 1918, Öl auf Leinwand, 67 × 55,5 cm (Heeresgeschichtliches Museum Wien)
- Bauer in Seiser Tracht, um 1942, Pastell, Land Tirol
- Peter Mayr 1809, 1943, Grafik für „Tirol – Vorarlberg: Natur, Kunst, Volk, Leben“ (Innsbruck 1944)